# Dio perdona... io no!
Dio Perdona... Io No! (br: Deus Perdoa... Eu Não!) é um longa-metragem ítalo-espanhol de 1967, do gênero spaghetti western, dirigido por Giuseppe Colizzi e estrelado por Terence Hill e Bud Spencer.

## Sinopse
Os amigos Cat Stevens (Terence Hill) e Hutch Bessy (Bud Spencer) somam forças para encontrar um "velho" amigo, Bill San Antonio (Frank Wolff), que supostamente estava morto, e recuperar o ouro que Bill roubou num assalto ao "trem pagador".

## Elenco
- Terence Hill....Cat Stevens
- Bud Spencer....Hutch Bessy
- Frank Wolff....Bill San Antonio
- Gina Rovere....Rose entre outros